# Лексин, Николай Сергеевич
Николай Сергеевич Лексин — советский хозяйственный, государственный и политический деятель, Герой Социалистического Труда.

## Биография
Родился в 1932 году в Брянской области. Член КПСС.
С 1952 года — на хозяйственной, общественной и политической работе. В 1952—1993 гг. — машинист экскаватора, бригадир машинистов экскаватора разреза «Юго-Западный» производственного объединения «Дальвостуголь» Министерства угольной промышленности СССР в Амурской области.
Указом Президиума Верховного Совета СССР от 25 октября 1982 года присвоено звание Героя Социалистического Труда с вручением ордена Ленина и золотой медали «Серп и Молот».
За творческую активность и инициативу по наращиванию топливно-энергетических ресурсов и существенному повышению эффективности производства на основе интенсификации производственных процессов и наиболее полного использования горной и буровой техники в составе коллектива удостоен Государственной премии СССР за выдающиеся достижения в труде 1977 года.
Избирался депутатом Верховного Совета РСФСР 8-го и 9-го созывов, народным депутатом СССР.